# Barringtonia calyptrata
Barringtonia calyptrata är en tvåhjärtbladig växtart som beskrevs av Robert Brown och George Bentham. Barringtonia calyptrata ingår i släktet Barringtonia och familjen Lecythidaceae. Inga underarter finns listade i Catalogue of Life.